# Líder de opinión

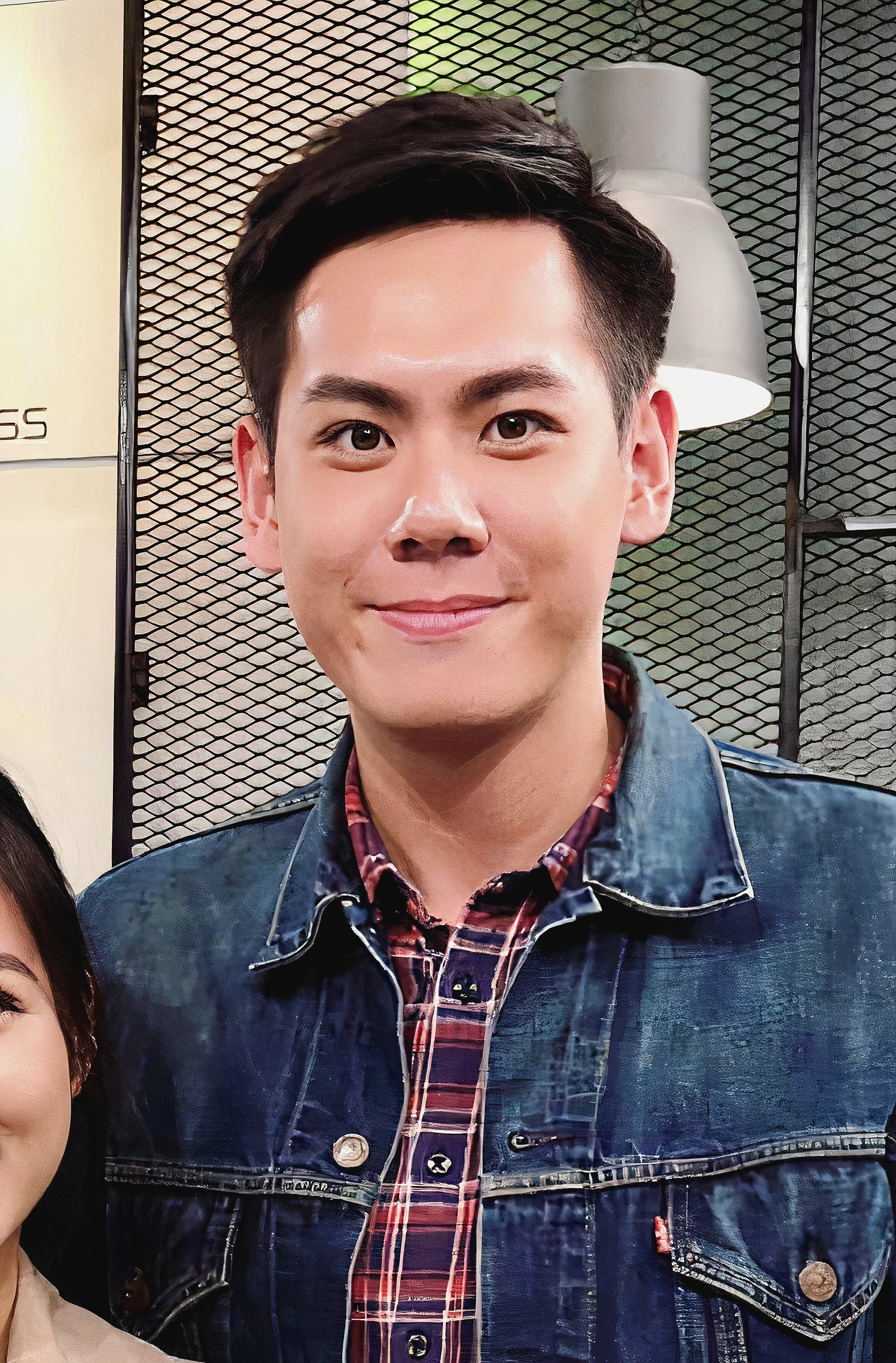
TVB K.O.L. es conocido como el programa de televisión J2, Young And Restless.

Un líder de opinión es una persona u organización que tiene la capacidad de ejercer influencia sobre las actitudes o la conducta de otros individuos, hacia ciertas formas de pensar o de actuar, en virtud de que es percibido por los demás como una autoridad o una fuente confiable de información, noticias, o reflexiones; y cuyos puntos de vista son tomados como modelo por un grupo social o una comunidad en particular.
Deriva de la expresión anglófona opinion leader u opinion leadership y su estudio y caracterización va al par de los estudios en sociología y mercadotecnia. En algunos países latinoamericanos se les llama «influenciador», en relación con la teoría de la comunicación.
Su influencia se debe al renombre o la reputación adquirida por diversas causas, entre ellas:
- Su conocimiento sobre un campo particular (científicos, catedráticos, estudiosos o expertos sobre un tema).
- Su historia personal, que crea empatía o simpatía en las masas (en relación con un testimonio sobre alguna experiencia personal).
- O su postura de conformidad o disconformidad con las normas de un sistema (líderes religiosos, activistas, figuras políticas, etc.).

La definición y descripción característica de un líder de opinión puede llegar a ser matizada de forma distinta, dependiendo del autor. Según Paul Felix Lazarsfeld las características de un líder de opinión son:
- Ocupan posiciones en la comunidad consideradas como adecuadas.
- Son personas accesibles y gregarias.
- Tienen contacto con la información proveniente del exterior.
- Están bajo influencia de los medios apropiados.

No se debe confundir a los líderes de opinión con aquellas personas que ejercen cargos o puestos de líder (tales como jefes de empresa o jefes de Estado), ya que estos tienen un poder sobre sus subordinados.

## Historia
Ya en el antiguo Egipto existían los jeroglifos: liderazgo (seshemet), al líder (seshemu) y al seguidor (shemsu).
Bien que el concepto no existiese, se puede apreciar, a través de las antiguas civilizaciones, que personas, tuvieron de papel, que en la actualidad atribuimos a los líderes de opinión. En China, Confucio (551-479 a. C.) decía que «Si el príncipe es virtuoso, los súbditos imitarán su ejemplo». En el Majábharata (texto épico-religioso hinduista del siglo III a. C.), el rey Krisna afirma: «Cualquier cosa que haga un líder, eso y solo eso imitará la gente común». En la antigua Grecia, filósofos como Platón (437-347 a. C.) analizaban los modos de gobierno y trasmitían sus enseñanzas en academias y ágoras. Creadores de mitos y religiones ejercieron su influencia en el pensar de sus contemporáneos.
A finales del siglo XIX y principios del XX ―con la aparición de los medios de comunicación de masas― el líder de opinión obtuvo toda su relevancia. La aparición de la publicidad comercial y del marketing político, crea por parte de los comités de relaciones públicas, una búsqueda de asociación con estas personas renombradas. Crean opiniones, las confirman, las refutan, colaboran activamente en su difusión o en su freno.
Elihu Katz y Paul Felix Lazarsfeld investigaron el impacto de los líderes de opinión en candidaturas políticas y demostraron que la persona tiene mayor influencia que la televisión.

## En el mundo actual
Con la aparición de medios de comunicación masivos serán los medios los que asignan estatus jerárquico a personas e instituciones definiendo así al líder de opinión como aquellos sujetos que producen identificación en la audiencia.
Periodistas, deportistas, músicos influencian las masas a través de los diferentes medios de comunicación. La mediatización de ONG o asociaciones de diversa índole les confiere un mayor poder de influencia.Los medios conceden poder de sugestión a quienes conectan con los valores del público.

El líder de opinión proporciona la apariencia de individualización en una sociedad masificada y unificada. La comunicación entonces se inserta en la función de singularización y como resultado los canales privilegiados de los mass-media aglutinan los gustos, actitudes y valores de la multitud. Pero, asimismo, los aspectos simbólicos y normativos de la acción social se difundirán conformando un proceso de narcotización que está actuando en la creación de una pasividad general. Como se comprueba, cuanto más activos son los mensajes más pasivos se vuelven los receptores-consumidores.
Merton y Lazarsfeld

Con la aparición de Internet apareció una nueva tipología, blogs, foros, redes sociales, páginas de análisis político son un nuevo vehículo de influencia. Sin embargo, existe el concepto "opinólogo", un peyorativo adoptado en Chile hacia las personas que aparentan ser líderes para tener valor en sus comentarios.